# Enterprise (Utah)
Enterprise je město v okresu Washington County ve státě Utah ve Spojených státech amerických. K roku 2010 zde žilo 1 711 obyvatel. S celkovou rozlohou 7,5 km² byla hustota zalidnění 170,3 obyvatel na km².